# Чистильник (фільм, 2007)
«Чистильник» (англ. Cleaner) — кримінальний фільм режисера Ренні Гарліна. У головній ролі - прибиральника на місцях злочину - зіграв Семюел Л. Джексон.
Прем'єра фільму відбулася 11 вересня 2007 року на міжнародному кінофестивалі в Торонто (Канада) .

## Зміст
Багато хто не хоче розгрібати бруд, який залишився на місці, де, наприклад, знаходився труп або інші біозабруднення. Том Кетлер — у минулому поліцейський, працює у фірмі, що займається очищенням приміщень. Свою брудну роботу Том виправдовує тим, що видаляє не просто бруд — він допомагає людям позбутися від горя, болю і страждання. Та коли людина опиняється на місці злочину, хоча б і зі шваброю та миючими засобами, завжди є небезпека мимоволі стати частиною цього злочину. І тоді процес очищення може стати дуже непростим.

## Ролі
- Семюел Л. Джексон — Том Катлер
- Єва Мендес — Єнн Норкат
- Ед Гарріс — Едді Лоренцо
- Меггі Лоусон — Чері
- Луїс Гузман — детектив Уоллес
- Кеке Палмер — Роуз Кателер
- Хосе Пабло Кантильо — Мігель
- Роберт Форстер — Арло